# Belzebub
Belzebub (heb. בעל זבוב‎ Ba‘al Zəbûb — Gospodar muva) ili Velzevuv (grč. βεελζεβούβ), drevno semitsko božanstvo poštovano u filistejskom gradu Ekronu.
U kasnijoj judeo-hrišćanskoj tradiciji spominje se kao demon i jedan od sedam prinčeva pakla. Ime mu je izvedeno od kanaanskih riječi Baal, što znači „gospodar“ i zebub, što znači „muva“.

## U Bibliji
Belzebub se spominje na više mjesta u Bibliji kao jedan od vrhovnih demona. U Starom zavjetu, u Drugoj knjizi o Kraljevima (2 Kr 1,2), spominje se kao ekronski bog Baal Zebub. Na njegovo pominjanje nailazimo i u Evanđelju po Mateju (Mt 12,24), Evanđelju po Marku (Mk 3,22) i u Evanđelju po Luki (Lk 11,15-19), gdje je opisan kao demon.

## U okultizmu i demonologiji
Većina demonologa slaže se u tome da on predstavlja gospodara pakla, ali su saglasni i u tome da nije moćniji od satane. Opisuju ga kao diva s ognjenim vijencem oko glave, s dva roga na glavi, blještavim očima, krilima šišmiša, pačjim nogama i lavljim repom.
Prema vjerovanju, vještice ga prizivaju za vrijeme Sabata, slave ga i polno opšte s njim na orgijama.
U Knjizi svete magije Abra-Melina maga koju je izdao S. L. MacGregor Mathers, Belzebub se spominje u XIX poglavlju Druge knjige.

## Literatura
- Biblija, Sveto pismo Staroga i Novoga zavjeta, Hrvatsko biblijsko društvo, Zagreb, 2007.  978-953-6709-48-9
- Knight, Thomas H., Demoni, Zagrebačka naklada, Zagreb, 2003.  978-953-6996-16-2
- Mathers, S. L. MacGregor (ur.), Knjiga svete magije Abra-Melina maga, Nova Arka, Zagreb, 2000.  978-953-6123-51-3

## Spoljašnje veze
- Catholic Encyclopedia (језик: енглески)
- deliriumsrealm.com - Beelzebub (језик: енглески)
- Jewish Encyclopedia (језик: енглески)